# Johannes der Täufer (Owińska)

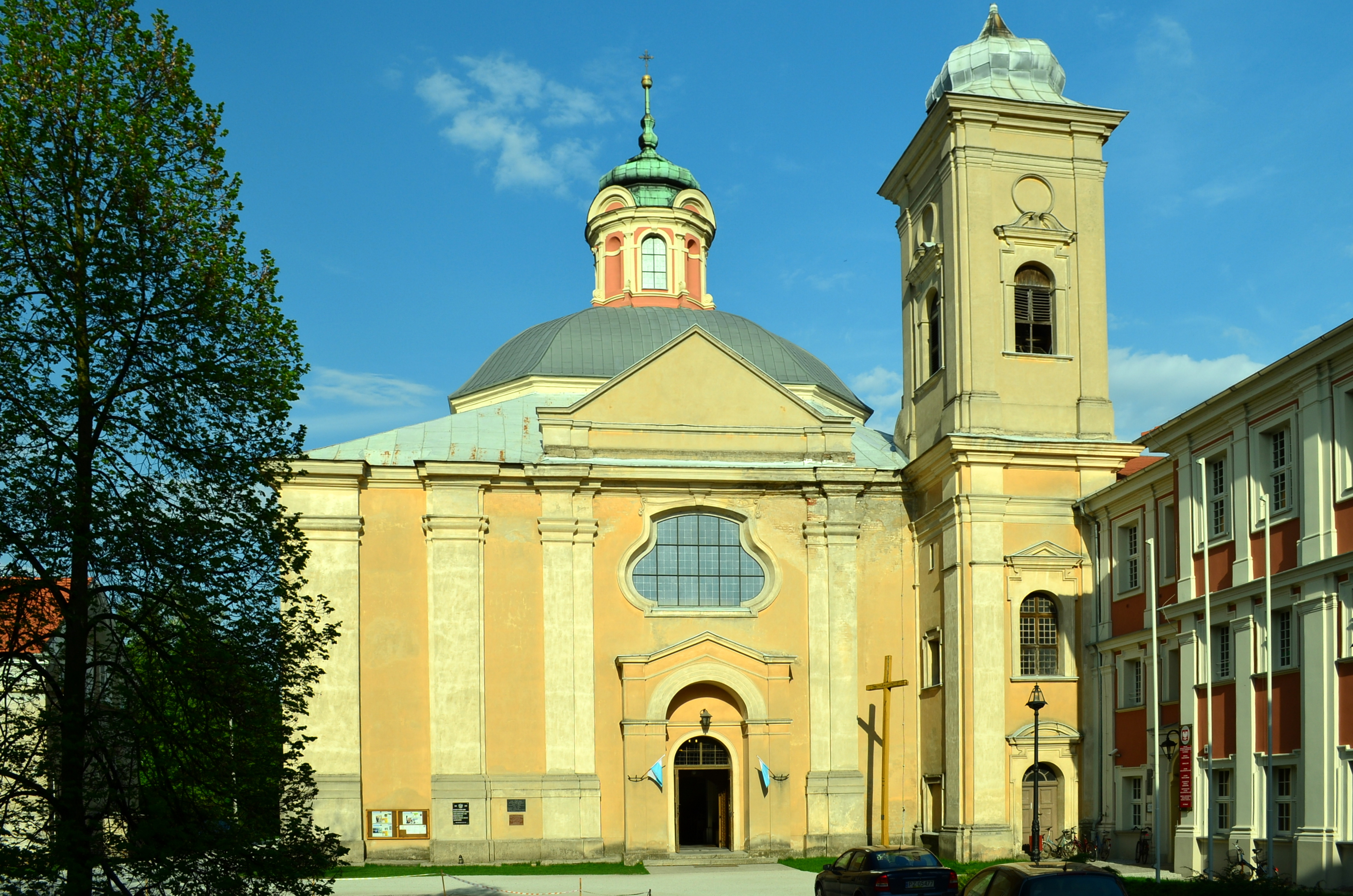

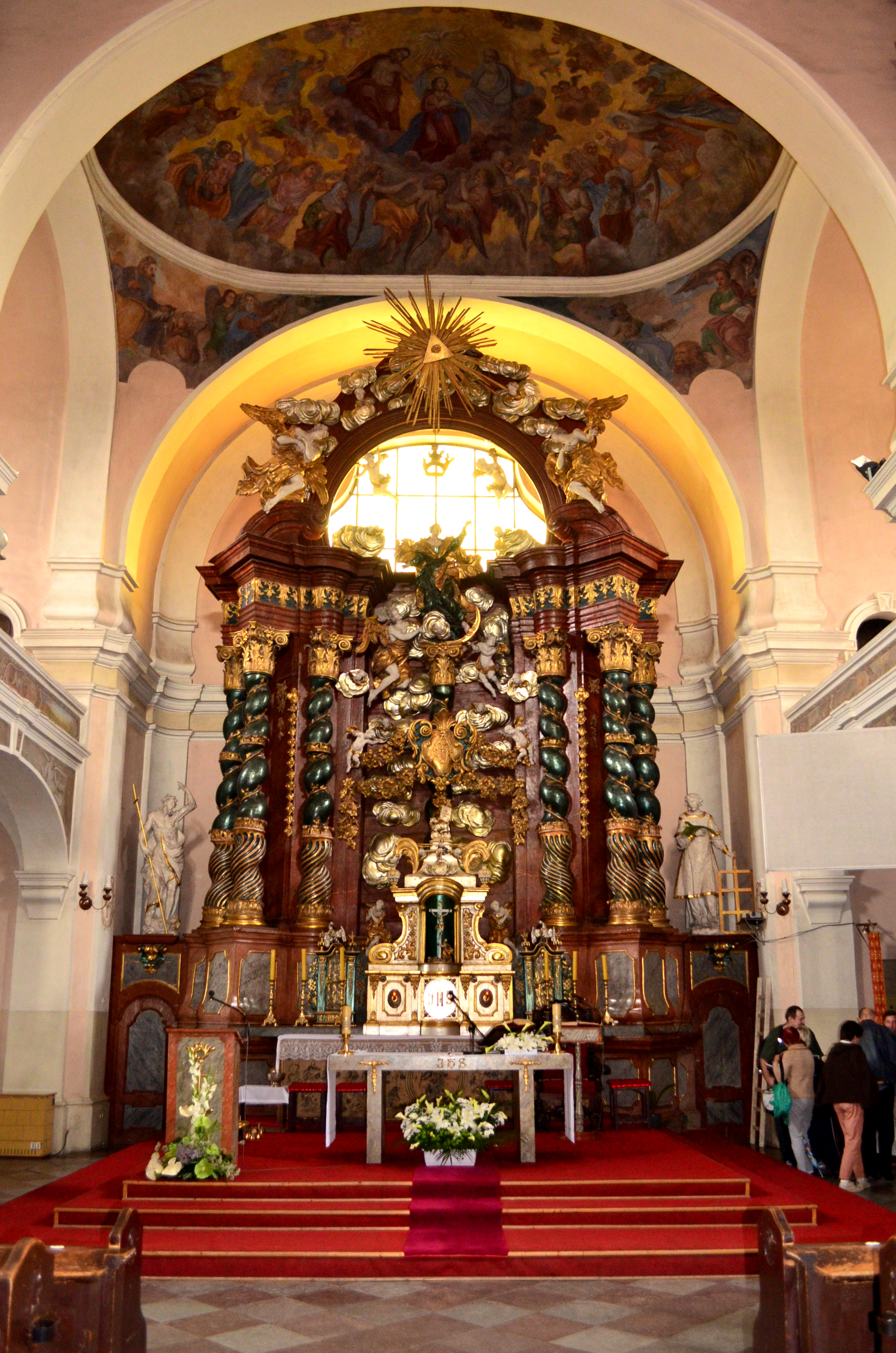

Johannes der Täufer, polnisch: kościół par. p.w. św. Jana Chrzciciela, ist eine Klosterkirche in Owińska. 

## Geschichte
Die Kirche befindet sich im Kloster Owińska, das in den Jahren von 1720 bis 1728 von Pompeo Ferrari neu errichtet wurde. Es gab einen mittelalterlichen Vorgängerbau, der später abbrannte. Die Ausführung des Neubaus übernahmen Fachleute des Architekten aus Glogau und Lissa. Die Weihung erfolgte 1731 durch Bischof Thomas Franz Czapski aus Kulm, der auch Abt zu Oliva war. Die Umwandlung zur Pfarrkirche geschah 1821 mit der Aufhebung des Klosters. Baulasten und weitere Patronatspflichten oblagen der Familie von Treskow als Besitzer der Güter Owinks und Radojewo.